# Собор Бога Отця Милосердного (Запоріжжя)
Співкафедра́льний собо́р-Санктуа́рій Бо́га Отця́ Милосе́рдного — римо-католицький собор у Запоріжжі. Освячений храм 7 серпня 2004 року. Настоятель — о. Олександр Пухальський.

### Діючі служіння
Бібліотека, недільна школа для дітей і дорослих, котрі готуються до прийняття Хрещення або першої Святої Сповіді.

### Адреса
вул. Івана-Павла ІІ, 21-А, м. Запоріжжя, Україна, 69035.

## Історія
- 30.08.1993 — Початок праці першого у Запоріжжі католицького священика о. Яна Собіло; спочатку служби проводились у клубі Запорожалюмінбуда.
- 10.1993 — Перший архіпастирський візит у Запоріжжя, який здійснив єпископ Ян Ольшанський.
- 04.09.1994 — Єпископ Ян Ольшанський освятив каплицю св. Павла у придбаному недобудованому будинку, реконструйованому під каплицю та житло священика.
- 1997 — Міська влада виділила земельну ділянку під будівництво храму та парафіяльного будинку.
- 05.04.1998 — Єпископ Станіслав Падевський освятив ділянку під будівництво костелу.
- 07.12.1998 — Папа Іван Павло II освятив наріжний камінь, взятий з основи Базиліки Святого Петра у Римі, і того ж дня передав його о. Яну Собіло через свого секретаря о. М. Мокшицького.
- 07.10.1999 — Єпископ Леон Дубравський заклав наріжний камінь з Ватикану під будівництво храму за проектом запорізьких архітекторів (зменшена копія Базиліки св. Петра у Ватикані).
- 17.12.2000 — Архієпископ Нікола Етерович освятив каплицю св. апостола Петра поблизу храму, що споруджується
- 07.10.2003 — Єпископ Станіслав Падевський освятив розарій з каменю, встановлений навколо храму.
- 07.08.2004 — Єпископ Станіслав Падевський за участю єпископів Л. Дубравського, Б. Бернацького та С. Широкорадюка консекрував святиню та її вівтар.
- 06.07.2005 — Конгрегація у справах єпископів постановила надати храму статус співкафедрального.
- 07.10.2011 — Єпископ Мар'ян Бучек встановив співкатедру Санктуарієм Бога Отця Милосердного.
- 06.02.2021 — відкриття пам'ятника Папі Іоанну Павлу II.